# Ravna Gora (Gebirge)

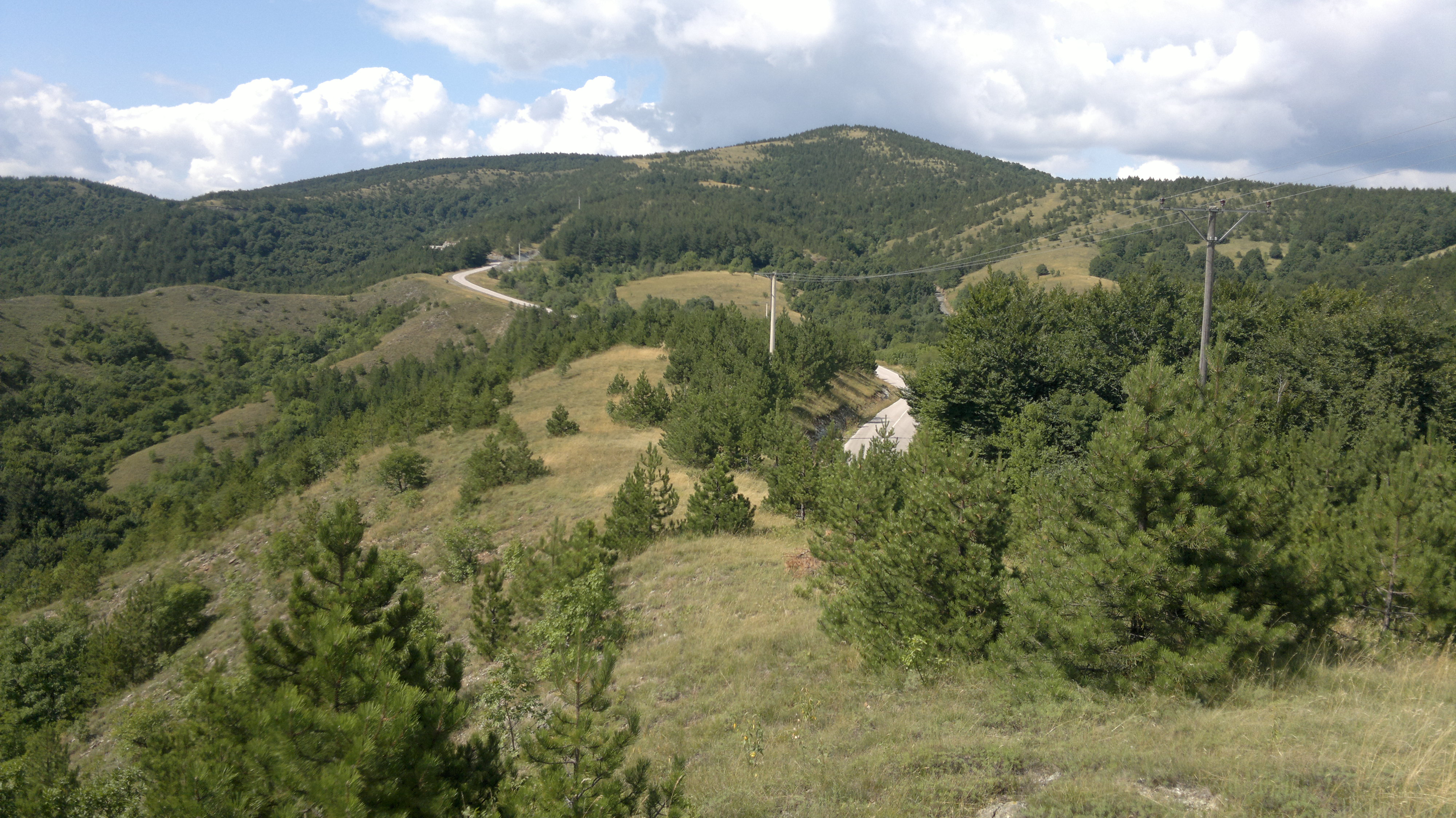
Ravna Gora

Ravna Gora (serbisch-kyrillisch Равна гора = „Ebener Berg“) ist ein schwer zugänglicher Höhenzug im serbischen Mittelgebirge Suvobor. Er ist etwa 120 km von Belgrad, 180 km von Novi Sad, 50 km von Valjevo und 35 km vom Gornji Milanovac entfernt.

## Erinnerungsort der Tschetnik-Bewegung

### Jährliche Kundgebungen

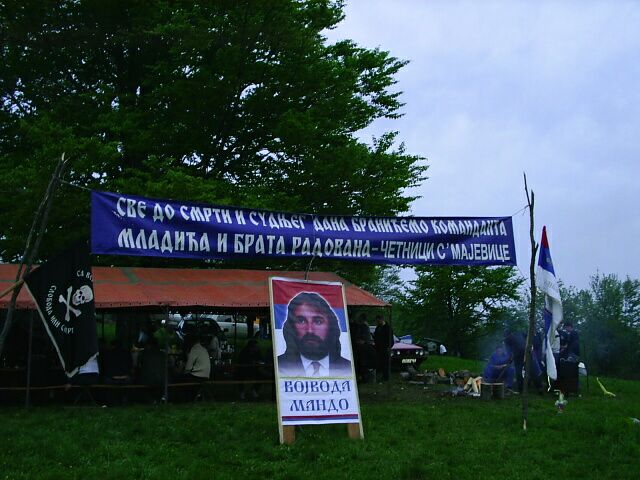
Veranstaltung von Tschetnik-Anhängern auf Ravna Gora. Zwischen Tschetnik-Totenkopffahne und serbischer Nationalflagge ein Plakat mit dem Konterfei von Mitar Maksimović (1963–2002). Dieser bosnisch-serbische Milizenführer wurde 1993 vom serbischen Nationalisten Vojislav Šešelj zum Tschetnik-Wojwoden ernannt.

Der Parteigründer der Serbischen Erneuerungsbewegung und spätere serbische Außenminister Vuk Drašković und seine Frau Danica versuchten am 13. Mai 1990, dem Jahrestag der Gründung der Ravna-Gora-Bewegung, zu Ehren des Tschetnik-Führers Dragoljub Draža Mihailović einen medienwirksamen Besuch von Ravna Gora zu veranstalten. Sie wurden jedoch von Einheiten des jugoslawischen Innenministeriums mit Gewalt daran gehindert. Motiviert durch diesen Vorfall finden seither jährlich zwischen dem 11. und 13. Mai Feierlichkeiten und Gottesdienste von Tschetnik-Anhängern, Monarchisten und proserbischen Nationalisten aller Länder auf Ravna Gora statt, die in einer Abschlusskundgebung enden. Dabei wird in Reden der antifaschistische Kampf von Tschetniks beschworen und das kommunistische Regime angeprangert. Drašković, der sich erfolgreich für die Legalisierung der Tschetnik-Bewegung einsetzt, besuchte die Kundgebungen häufig und hielt dort auch mehrere Reden. Die jährlichen Aufmärsche wurden von den Behörden zunächst widerwillig und später immer offener toleriert. 1992 wurde auf Ravna Gora eine Statue von Draža Mihailović errichtet.

### Kirche

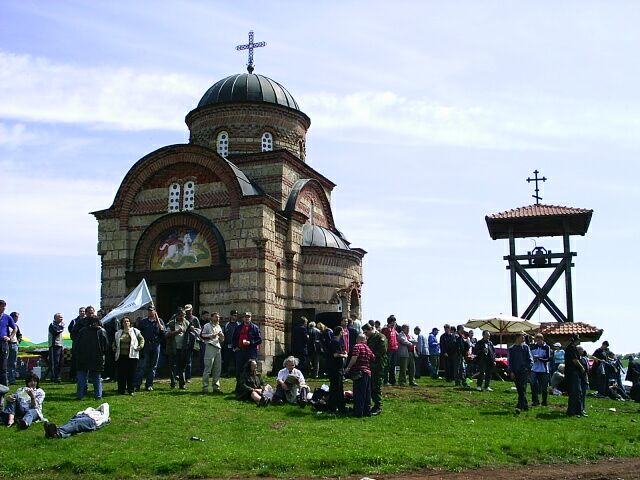
Kirche des heiligen Georg

Zum Gedenken an die von 1941 bis 1945 im jugoslawischen Bürgerkrieg getöteten Serben wurde auf der Ravna Gora eine orthodoxe Kirche des Heiligen Georg errichtet. Die Serbischen Erneuerungsbewegung finanzierte den Bau. Für Aussehen und Planung des Baus war der Architekten Dr. Predrag Ristić verantwortlich. Baubeginn war der 13. Mai 1995. Die Kirche, der Glockenturm und das Tor wurden 1998 fertiggestellt. Im gleichen Jahr wurden 15 km Straße bis Ravna Gora asphaltiert.